# Maytime
Maytime is een Amerikaanse musicalfilm uit 1937 onder regie van Robert Z. Leonard. De film is gebaseerd op de gelijknamige operette van Rida Johnson Young. Destijds werd de film in Nederland uitgebracht onder de titel Het Was in de Mei.

## Verhaal
De film begint in een klein stadje, waar de Dag van de Arbeid wordt gevierd. Miss Morrison is een oudere vrouw die Kip troost, een jonge vriend die pas verlaten is door zijn vriendin Barbara. Later vertelt ze tegen Barbara dat ze ooit de vierde operazangeres Marcia Mornay was. In een flashback vertelt ze haar levensverhaal:
Marcia is een jonge Amerikaanse zangeres die werkt in Parijs. De befaamde zangleraar Nicolai Nazaroff leidt haar op tot operazangeres. Hij doet een huwelijksaanzoek en hoewel ze niet van hem houdt, accepteert ze zijn aanbod. Die avond rijdt ze door de stad en belandt in het Quartier Latin. In een bar ontmoet ze de Amerikaanse zanger Paul Allison. Ze voelen zich tot elkaar aangetrokken, maar Marcia weigert het aanbod vaker met hem om te gaan uit loyaliteit aan Nicolai.
Toch besluit ze de volgende dag met hem te lunchen. Ze brengen de middag met elkaar door en als ze merkt dat ze dol op hem is, voelt ze zich schuldig en vertrekt. Paul koopt een kaartje voor haar opera De Hugenoten. Hij zoekt haar op in haar kleedkamer en wil pas vertrekken als ze toestemt om met hem de Dag van de Arbeid te vieren. Tijdens deze viering verklaart hij haar de liefde. Marcia is nog steeds loyaal aan Nicolai en besluit het contact te verbreken met Paul.
Er gaan jaren voorbij. Marcia, inmiddels getrouwd met Nicolai, is de populairste operadiva van het land en keert terug naar haar geboorteland. Ze leidt echter een leeg bestaan, omdat ze nooit passie heeft gehad in haar liefdesleven. Nicolai weet niet dat Paul verliefd op haar is en stelt hem aan als haar tegenspeler in een nieuwe opera. Tijdens de voorbereidingen doen Marcia en Paul alsof ze elkaar niet kennen. Als Nicolai krijgt te horen dat ze elkaar al jaren eerder ontmoet hebben in Parijs, begint hij te vermoeden dat ze een affaire hebben.
Deze vermoedens worden alsmaar groter als Nicola zich herinnert dat Paul dezelfde man is als degene die ooit Marcia's kleedkamer bezocht. Hij wordt ontzettend jaloers als Marcia en Paul in een liefdesscène spelen op de openingsavond van de opera. Later die avond vraagt Marcia van hem te scheiden, omdat ze haar leven met Paul wil doorbrengen. Nicolai doet alsof hij haar dat gunt, maar pakt een pistool en gaat naar Pauls appartement om hem neer te schieten. Marcia arriveert daar ook als de trekker net overgaat. Paul sterft in haar armen.
Met dit verhaal helpt Miss Morrison Barbara doen inzien dat ze haar carrière niet boven de liefde moet plaatsen. Nadat ze de twee herenigd ziet worden, sterft ze een vredige dood en wordt in het hiernamaals herenigd met Paul.

## Rolbezetting
| Acteur             | Personage                   |
| ------------------ | --------------------------- |
| Jeanette MacDonald | Marcia Mornay/Miss Morrison |
| Nelson Eddy        | Paul Allison                |
| John Barrymore     | Nicolai Nazaroff            |
| Herman Bing        | August Archipenko           |
| Tom Brown          | Kip Stuart                  |
| Lynne Carver       | Barbara Roberts             |
| Rafaela Ottiano    | Ellen                       |
| Charles Judels     | Cabby                       |

## Achtergrond
De opera waar de film op is gebaseerd was in 1917 te zien op Broadway en was toentertijd een enorm succes. Het resulteerde al eerder in 1923 in een verfilming. Warner Bros. Pictures had de filmrechten van het toneelstuk, maar verkocht deze aan het begin van 1935 aan Metro-Goldwyn-Mayer. De studio stelde Grace Moore aan als de hoofdrolspeelster en plande er een Technicolorfilm van te maken. De ideeën werden al snel veranderd. Producent Irving Thalberg huurde in maart 1935 scenarioschrijfster Frances Marion in om het scenario te schrijven en dat Jeanette MacDonald en Nelson Eddy de hoofdrollen zouden spelen. In juni dat jaar werd echter aangekondigd dat Moore de hoofdrol weer zou vertolken. Eddy zou wel de mannelijke hoofdrol blijven spelen.
Uiteindelijk begonnen op 21 augustus 1936 de voorbereidingen, met MacDonald als hoofdrolspeelster. De opnames werden uitgesteld, omdat MacDonald tijd vrij wilde om te trouwen met Gene Raymond. Het huwelijk vond pas in juni 1937 plaats. Ook de dood van Thalberg bevorderde de productie niet. Edmund Goulding was destijds de regisseur, maar trok zich terug toen Thalberg overleed. Robert Z. Leonard werd in oktober 1936 aangewezen als zijn vervanger. Hij liet een compleet nieuw scenario schrijven. Volgens een bericht uit maart 1937 schreef Noel Langley het scenario in slechts drie en een halve dag.
MacDonald was dol op Leonard en noemde hem 'een van de liefste mannen waar ik ooit mee heb samengewerkt'. Het werd na uitbrengst een enorm succes en kreeg de meest positieve recensies van al de acht MacDonald-Eddyfilms. MacDonald noemde het haar beste acteerprestatie en favoriete rol. Maytime werd genomineerd voor twee Oscars, maar won er geen.